# Конуэй, Томми
То́мми Дэ́ниел Джон Ко́нуэй (англ. Tommy Daniel John Conway; род. 6 августа 2002, Тонтон, Юго-Западная Англия) — шотландский футболист, нападающий английского клуба «Мидлсбро» и сборной Шотландии.

## Клубная карьера
Конуэй — воспитанник клуба «Бристоль Сити». В октябре 2020 года на правах аренды перешёл в «Бат Сити». 6 октября в матче против «Оксфорд Сити» Томми дебютировал за клуб. В следующем туре против «Биллерикей» отметился дебютным дублем в Национальной лиге.
После возвращения из аренды, 5 апреля 2021 года в поединке против «Ковентри Сити» Конуэй дебютировал в Чемпионшипе. 1 мая в матче против «Миллуолла» забил первый гол за клуб. В августе 2022 года был признан молодым игроком месяца в Чемпионшипе. По итогам сезона забил 12 голов во всех турнирах. В апреле 2024 года был признан молодым игроком года «Бристоль Сити».

## Международная карьера
Родился в английском Тонтоне, Англия, имел право выступать за сборную Шотландии благодаря деду по отцовской линии. 7 июня 2024 года в товарищеском матче против сборной Финляндии Конуэй дебютировал за национальную сборную Шотландии.